# آدم تي سميث
آدم تي سميث (بالإنجليزية: Adam T. Smith)‏ هو عالم إنسان وأستاذ جامعي ومؤرخ أمريكي، ولد في 10 سبتمبر 1968.